# Lisa Bonet
Lisa Bonet, właściwie Lilakoi Moon (ur. 16 listopada 1967 w San Francisco) – amerykańska aktorka i reżyserka filmowa i telewizyjna.

## Życiorys
Urodziła się jako córka czarnoskórego śpiewaka operowego Allena Boneta i żydowskiej nauczycielki Arlene z domu Litman. Karierę rozpoczęła w wieku 11 lat, występami w filmach reklamowych. Uczęszczała do szkoły średniej Reseda High School w Los Angeles. Popularność przyniosła jej rola Denise w sitcomie NBC Bill Cosby Show (The Cosby Show, 1984–1991). Ma na swoim koncie kilkanaście ról filmowych, najbardziej znaną z nich jest kreacja Epiphany Proudfoot w horrorze Alana Parkera Harry Angel (Angel Heart, 1987), a partnerowali jej Mickey Rourke i Robert De Niro.
Była żoną muzyka Lenny’ego Kravitza (1987–1993), z którym ma córkę Zoë Kravitz (ur. 1988). Od października 2017 jest żoną Jasona Momoa, z którym ma córkę Lolę Iolani Momoa (ur. 2007) oraz syna Nakoa-Wolf Manakauapo Namakaeha Momoa (ur. 2008).
W 1993 dokonała oficjalnej zmiany nazwiska na Lilakoi Moon, jednak wciąż używa nazwiska Lisa Bonet jako pseudonimu artystycznego.

## Filmografia
Filmy
- 1987: Harry Angel (Angel Heart) jako Epiphany Proudfoot
- 1993: Rabuś (Bank Robber) jako Priscilla
- 1994: Nowy Eden (New Eden) jako Lily
- 1994: Oblicza mordercy (Dead Connection) jako Catherine Briggs
- 1998: Wróg publiczny (Enemy of the State) jako Rachel Banks
- 2000: Przeboje i podboje (High Fidelity) jako Marie DeSalle
- 2002: Jesteśmy snem (Lathe of Heaven) jako Heather Lelache
- 2003: Pokonaj najszybszego (Biker Boyz) jako Queenie
- 2006: Whitepaddy jako Mae Evans
- 2014: Droga do Palomy jako Magdalena

Seriale
- 1984–1991: Bill Cosby Show (The Cosby Show) jako Denise Huxtable
- 1987–1989: Inny świat (A Different World) jako Denise Huxtable
- 2008–2009: Life on Mars jako det. Maya Daniels
- 2014–2015: The Red Road jako Sky Van Der Veen
- 2016: Ray Donovan jako Marisol Campos